# Francis Place
Francis Place (3 de novembro de 1771 - 1 de janeiro de 1854) foi um ativista social e reformista inglês.

## Primeros anos de carreira
Place trabalhava como alfaiate, mas no seu tempo livre começou a fomentar o uso dos anticoncepcionais. Foi um radical durante o século XIX, que travou amizade e acompanhou a várias figuras importantes da época, tais como Joseph Hume, Francis Burdett e Jeremy Bentham. Também colaborou em encorajar a fama de John Stuart Mill. Publicou seu surpreendente e controvertido livro, Illustrations and Proofs of the Principles of Population, em 1822, sendo esta sua única obra publicada.
Em 1794, Place se uniu à London Corresponding Society, um clube reformista, e por três anos se dedicou ao reformismo. Após dez anos de retiro (1797-1807), durante os quais estudou questões sociais e econômicas, regressou para a política. Trabalhou em se opôr em 1824 a uma lei britânica que proibia os sindicatos entre os trabalhadores, o que desembocaria na união dos operários, mesmo que depois foram introduzidas novas restrições. Estranhamente, Place qualificou o sindicato dos trabalhadores como uma brincadeira que os operários esqueceriam tão cedo, se realmente quisessem tentar. Suas crenças são similares aos atuais liberais.
Em 1830, Place colaborou na campanha de apoio a Rowland Detrosier, um radical ativista pertencente à classe operária que também preferiu distanciar-se do socialismo.

## Cartismo naMoral Force
Seus panfletos, cartas, revista e artigos para jornais são difusos e pouco atrativos no seu estilo, mas muito valiosos pela luz que trouxe sobre a história social e econômica do século XIX. Place era também um Cartista da Moral Force, mas quando Feargus O'Connor substituiu a William Lovett como líder não oficial do movimento, Place deixou de envolver-se nas suas atividades.

## Controle de natalidade
Após 1840 começou a organizar uma campanha contra as tarifas excessivas cobradas como impostos. A primeira organização de controle de natalidade nacional foi fundada na Inglaterra em 1877 como resultado de seu pensamento e suas atividades. Exitosamente, conseguiu que Malthus o apoiasse em suas ideias sobre o controle da natalidade (o qual Malthus se opunha apesar de seu temor da superpulação).

## Ligação externa
- Francis Place em Spartacus Educational